# Salta (Argentina)
 For alternative betydninger, se Salta. (Se også artikler, som begynder med Salta)
Salta er en by i den nordlige del af Argentina med et indbyggertal på ca. 535.303 (2010) indbyggere. Byen ligger i Salta provinsen ved foden af Andesbjergene.